# Demir Hisar
Demir Hisar (în macedoneană Демир Хисар) este un oraș din Republica Macedonia.